# 強制外交

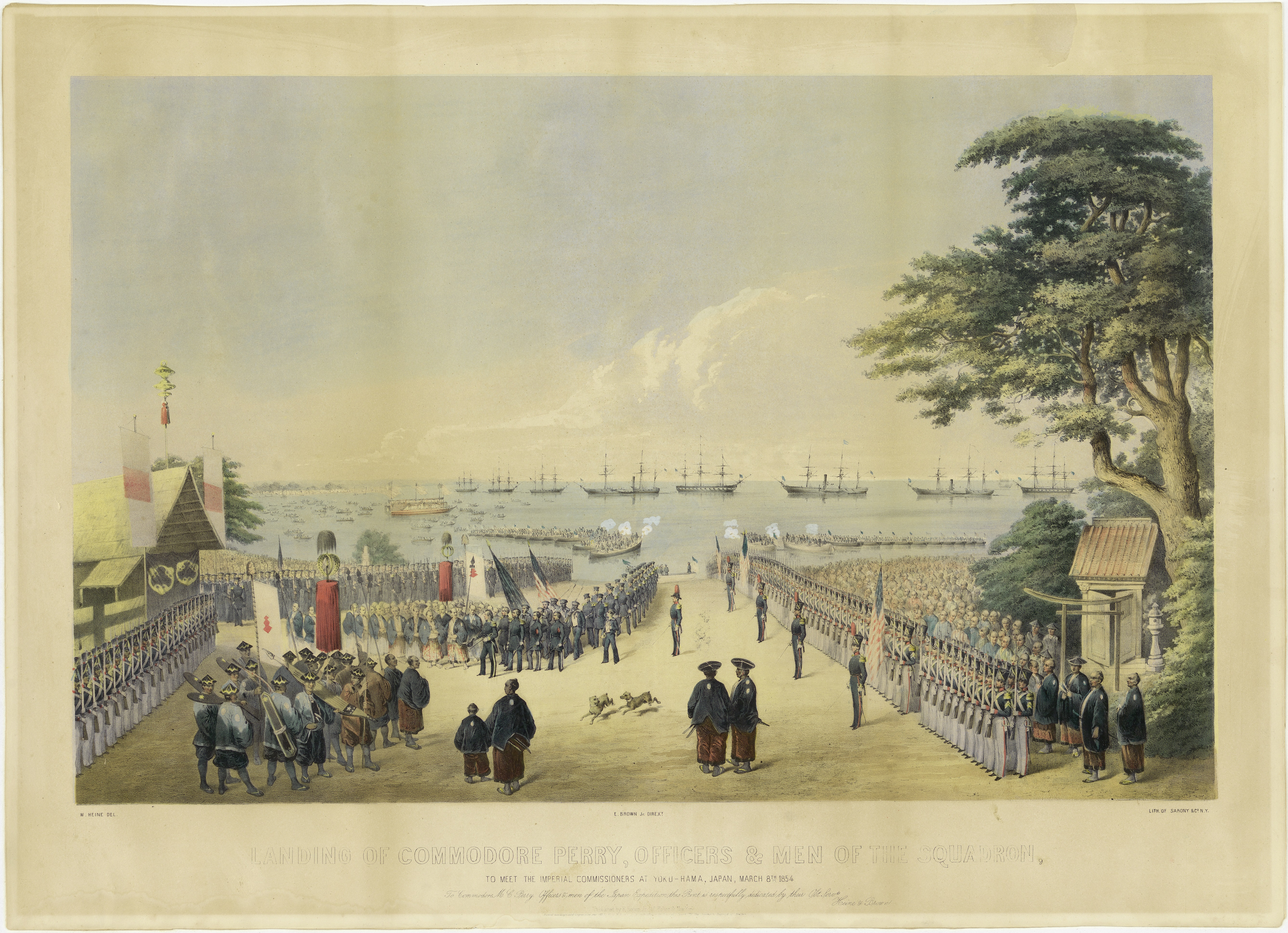
黒船来航は強制外交。嘉永7年（1854年）横浜への黒船来航
マシュー・ペリーに随行した画家ヴィルヘルム・ハイネによるリトグラフ

強制外交（きょうせいがいこう）とは、相手国の敵対的な行動を撤回させることを目的に、限定的な軍事力や威嚇を用いて行う外交政策である。

## 概説
通常の外交交渉における説得や駆け引きだけでは、相手国の敵対行動を撤回・譲歩させることが困難である場合、限定的な軍事力を威嚇的、警告的、対抗的に使用することによって相手国に自発的な行動の撤回を引き出そうとする外交政策である。外交交渉、妥協、駆け引きを用いながら展開するため、通常の強制措置とは本質的に異なる外交政策である。この場合重要なのは軍事的な対立状況にありながらも相手国と外交的な繋がりを維持することである。外交的なコミュニケーションを維持しながら軍事作戦を展開することによって、全面戦争のリスクを管理しながら外交交渉を展開することが可能である。強制外交の利点は伝統的な武力攻撃に比べて少ない被害で政治的目的を達する可能性があり、また政治的軍事的なコストや戦争がエスカレーションするリスクが小さいことである。

## 条件
強制外交を展開する場合にはいくつかの相手国の条件が必要である。相手国がこの条件に欠けていれば、大国がどのような威嚇を行ったとしても有効に機能しない危険性が高い。
1. 相手国が要求を遵守するという切迫感を持っていること。
2. 強制する側が問題に対してより強い動機を持って強制外交を展開することを相手国が認識していること。
3. 対立がエスカレーションすることに対する恐怖感を持っていること。

また太平洋戦争や湾岸戦争などに見られるように文化的、心理的、政治的な非合理性を考慮に入れなければならない場合もある。太平洋戦争開戦直前の対日交渉が失敗した大きなアメリカの外交政策の欠点は日本の価値観という変数的な要素を計算に入れなかったことが大きいと考えられている。